# La Mata de Morella
La Mata de Morella (nombre oficial,aunque también es conocida como La Mata) es un municipio de la Comunidad Valenciana, España. Perteneciente a la provincia de Castellón, está situado en la comarca de Los Puertos de Morella.

## Geografía
Está situado en el sector occidental de la comarca a orillas del río Cantavieja. La vegetación predominante está formada por masas forestales de robles y encinas.
Desde Castellón de la Plana se accede a esta localidad a través de a través de la CV-151, tomando luego la CV-10 para acceder a la CV-15, posteriormente se toma la CV-12 y la CV-14 para finalizar en la CV-120. 

### Localidades limítrofes
El término municipal de La Mata limita con las siguientes localidades: Olocau del Rey, Todolella, Cinctorres y Portell de Morella en la provincia de Castellón, y con La Cuba en la provincia de Teruel.

## Historia
Fue una de las aldeas de Morella. Reconquistada por don Blasco de Alagón, quien, en 1234, la dio a poblar a Bernat Montçó pasando luego a formar parte del término general de Morella. En 1691, el rey Carlos II le concedió la independencia municipal de Morella, junto a las otras aldeas, convirtiéndose en villa independiente. Durante la Edad Media tuvo su mayor prosperidad al ser un centro ganadero de importancia. La crisis general del Maestrazgo le afectó especialmente.
Hasta la reforma de la nomenclatura municipal de 1916 el municipio se llamaba simplemente La Mata. En dicha fecha su nombre fue modificado por el de La Mata de Morella.

## Administración
| Periodo   | Nombre                      | Partido                        |
| --------- | --------------------------- | ------------------------------ |
| 1979-1983 | Julián Pechobierto Morralla | Indep.                         |
| 1983-1987 | Domingo Monserrat Morralla  | PP                             |
| 1987-1991 | Alberto Piquer González     | PSPV-PSOE                      |
| 1991-1995 | Pedro Calvo Castel          | PSPV-PSOE                      |
| 1995-1999 | Josefina Piquer Fabregata   | PP                             |
| 1999-2003 | Josefina Piquer Fabregata   | PP                             |
| 2003-2007 | Mateo Royo Plana            | PP                             |
| 2007-2011 | Mateo Royo Plana            | PP                             |
| 2011-2015 | Pedro José Calvo Castel     | PSPV-PSOE                      |
| 2015-2019 | Pedro José Calvo Castel     | PSPV-PSOE                      |
| 2019-2023 | Jorge Royo Folch            | Agrupació per la Mata - PARLEM |
| 2023-act. | Jorge Royo Folch            | La Mata en Moviment            |

### Evolución de la deuda viva
El concepto de deuda viva contempla solo las deudas con cajas y bancos relativas a créditos financieros, valores de renta fija y préstamos o créditos transferidos a terceros, excluyéndose, por tanto, la deuda comercial.
Entre los años 2008 a 2014 este ayuntamiento no ha tenido deuda viva.

## Demografía
La Mata de Morella cuenta con una población de 184 habitantes (INE 2024).
| Gráfica de evolución demográfica de La Mata de Morella entre 1842 y 2021 |
| |
| Población de derecho según los censos de población del INE Población de hecho según los censos de población del INEEn estos censos se denominaba La Mata: 1842, 1857, 1860, 1877, 1887, 1897, 1900 y 1910 |

| Nacionalidad | Hombres | Mujeres | Total | %      | Proporción |
| ------------ | ------- | ------- | ----- | ------ | ---------- |
| Española     | 71      | 60      | 131   | 73.1 % |            |
| Extranjera   | 27      | 21      | 48    | 26.8 % |            |

## Economía
Basada tradicionalmente en la agricultura de secano (cereales) y en la ganadería del ovino, vacuno y porcino.

## Patrimonio

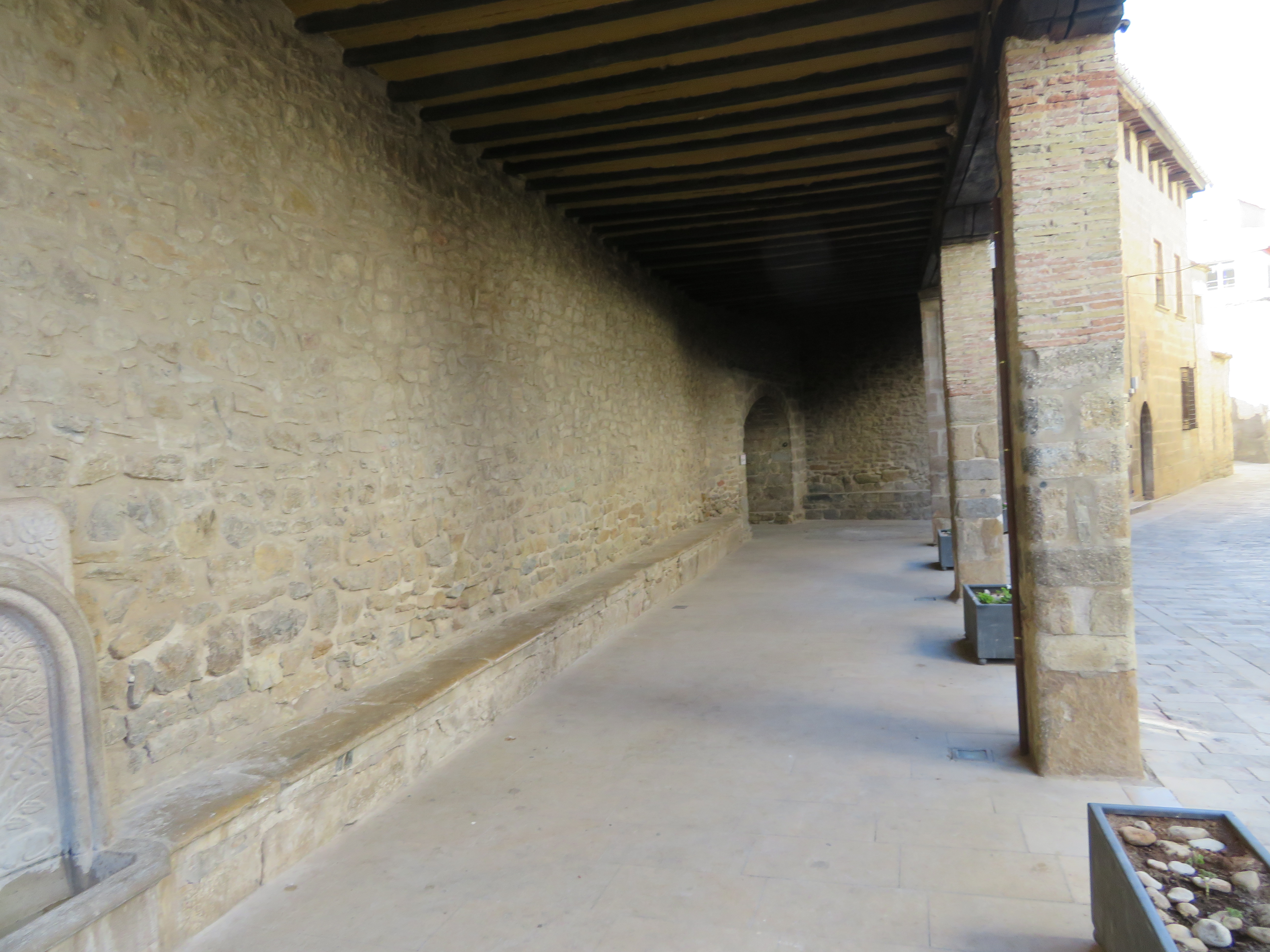
Lonja-mercado de La Mata de Morella

### Monumentos religiosos
- Ermita San Gil. Edificio de interés arquitectónico.
- Ermita Santa Bárbara.
- Ermita San Cristóbal.
- Iglesia parroquial. Dedicada a la Virgen de las Nieves. Mantiene su estructura gótica.

### Monumentos civiles
- Ayuntamiento. Edificio de interés arquitectónico. Construido en la segunda mitad del siglo XVI.
- Casco urbano. Se conservan las casonas señoriales de los d'Alp y Figuera del siglo XVII, y la de los Pedro del siglo XVI.

## Lugares de interés
- Carrasqueta de l'Aguaita.
- Las Calderetas (Les Calderetes) del río Cantavieja. Zona de baño.
- Tossal de la Mata. Cima de 1.101 metros.
- Les Clapisses
- Toll del Forat
- Toll negre

## Fiestas locales
- Fiestas patronales. Se celebran durante la primera semana de agosto.
- San Antonio.
- El Onso.